# 니조촌 (나라현)
니조촌(二上村)은 나라현북서부 기타카쓰라기군에 속해 있던 촌이다. 현재 가시마시 서부, 긴테쓰 오사카선 세키야역, 니가미역, 긴테쓰 미나미오사카선 니가미야마역 부근에 해당한다. 

## 역사
- 1889년 4월 1일 - 정촌제 시행에 의해 가스게군 니조촌이 성립하였다.
- 1897년 4월 1일 - 군제 시행에 의해 기타카쓰라기군으로 변경되었다.
- 1956년 4월 1일 - 고이도촌, 시모다촌, 시즈미촌과 합병해 가시바정이 성립하여, 동일 니조촌은 폐지되었다.

## 교통

### 철도
- 긴키 닛폰 철도
  - 오사카선
  - 미나미오사카선

### 도로
- 국도 제165호선

## 참고문헌
- 志都美村史 - 香芝検定実行委員会